# Czarne Działy Drugie
Czarne Działy Drugie, Jaskinia Czarne Działy Druga, Jaskinia Czarne Działy II – jaskinia na Czarnych Działach w Paśmie Łysiny w Beskidzie Małym. Jest jedną z kilku Jaskiń w Czarnych Działach. Znajduje się we wsi Ślemień w województwie śląskim, w powiecie żywieckim, w gminie Ślemień.

## Opis jaskini
Jaskinia ma poziomy otwór wejściowy przy pniu świerka. Za otworem jest studnia o głębokości 4,5 m, przechodząca w okazałą szczelinę o wysokości do 10 m, dołem wąską, najszerszą na środku. Ma lite ściany i stromo opadające stopniami dno. Około 5,8 m od studni wejściowej szczelina zawalona jest ogromnymi blokami tworzącymi „balkon”. Przez wąskie szczeliny między blokami łączy się ze studzienką o głębokości około 2,6 m. Do dalszych partii jaskini można dostać się schodząc na sam dół szczeliny. Przejście pod jednym z zawalających ją głazów prowadzi do sali o długości 5 m i szerokości około 2 m i kształcie zbliżonym do trójkąta. Sala ma nierówne dno i płaski, płytowy strop. Od sali odchodzi w górę zawalona szczelina z zaciskiem, przez który można się przecisnąć do bocznego korytarza. Ku północnemu zachodowi wznosi się inny korytarz, który po 3 m doprowadza do małej salki z ciasnymi, boczny mi szczelinkami łączącymi się z partiami za „balkonem”. Wznoszący się korytarz jaskini o szerokości 0,6 m (pochylnia) o stropie zaklinowanym skałami biegnie w kierunku północno-zachodnim. Po około 3 m poszerza się do 1 m, potem znów zwęża się i prowadzi do zacisku po lewej stronie. Za zaciskiem znajduje się pochyła i niska Sala Ciepła, o długości 2,5 m i szerokości od 1,5 do 3,5 m, wysoka na około 1 m. Ma spękane ściany, lity strop i dno kamienisto-gliniaste. Prowadzi od niej następny korytarz z dwoma zaciskami.. za drugim zaciskiem zwanym Szczęką korytarz wznosi się i kończy zawaliskiem.
Jest to jaskinia osuwiskowa, powstała w piaskowcach istebniańskich dolnych. Jest sucha, a w partiach wejściowych i wyjściowych przewiewna. Ze zwierząt obserwowano motyla szczerbówkę ksieni i nietoperze: nocek duży, nocek wąsatek i gacek brunatny. Na dnie szczelinie wejściowej w sali pod „balkonem” i w salce za bocznym korytarzem znaleziono kości zwierzęce.
Od 1993 r. jaskinia podlega prawnej ochronie jako pomniki przyrody.

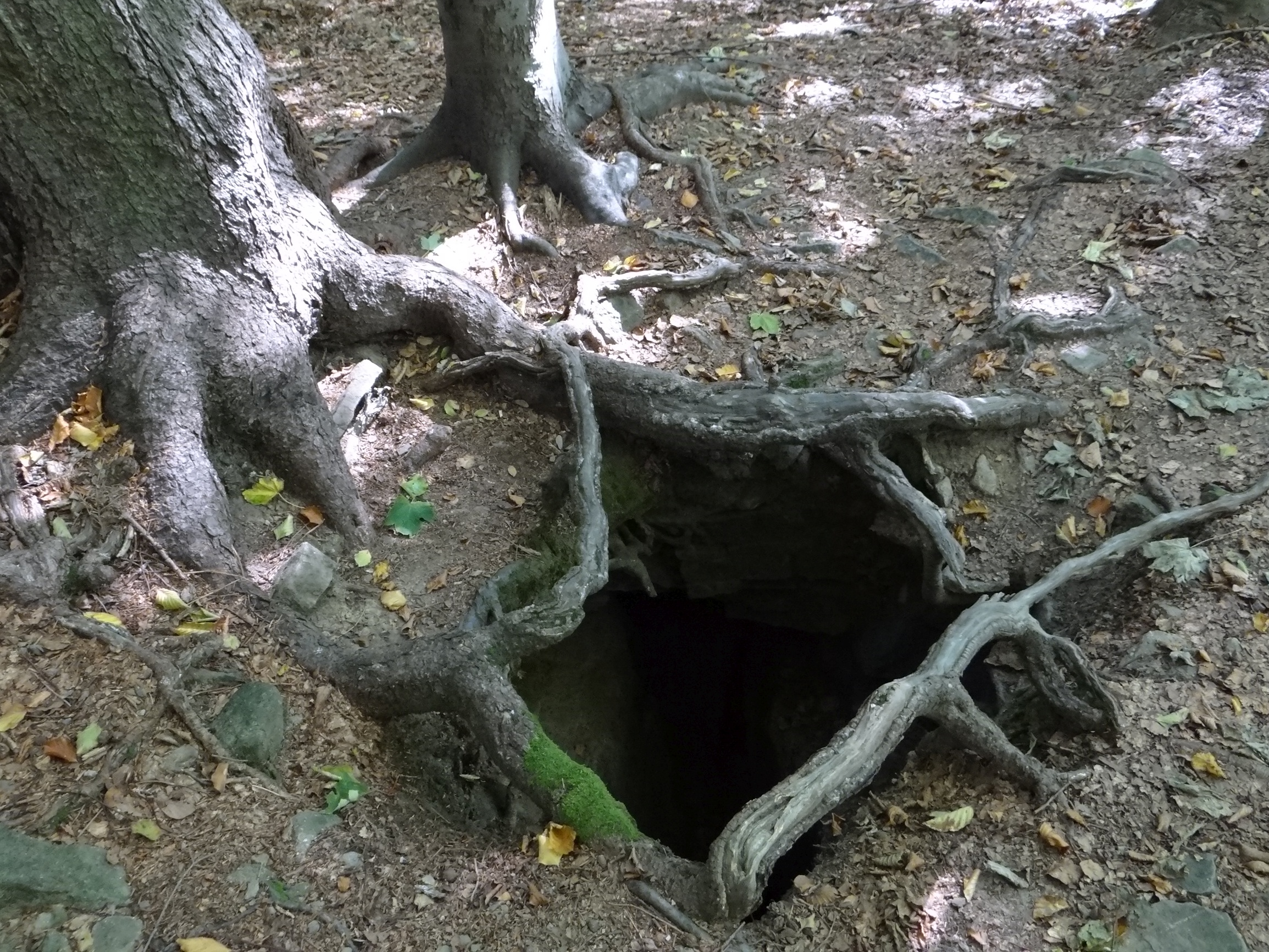
Otwór jaskini
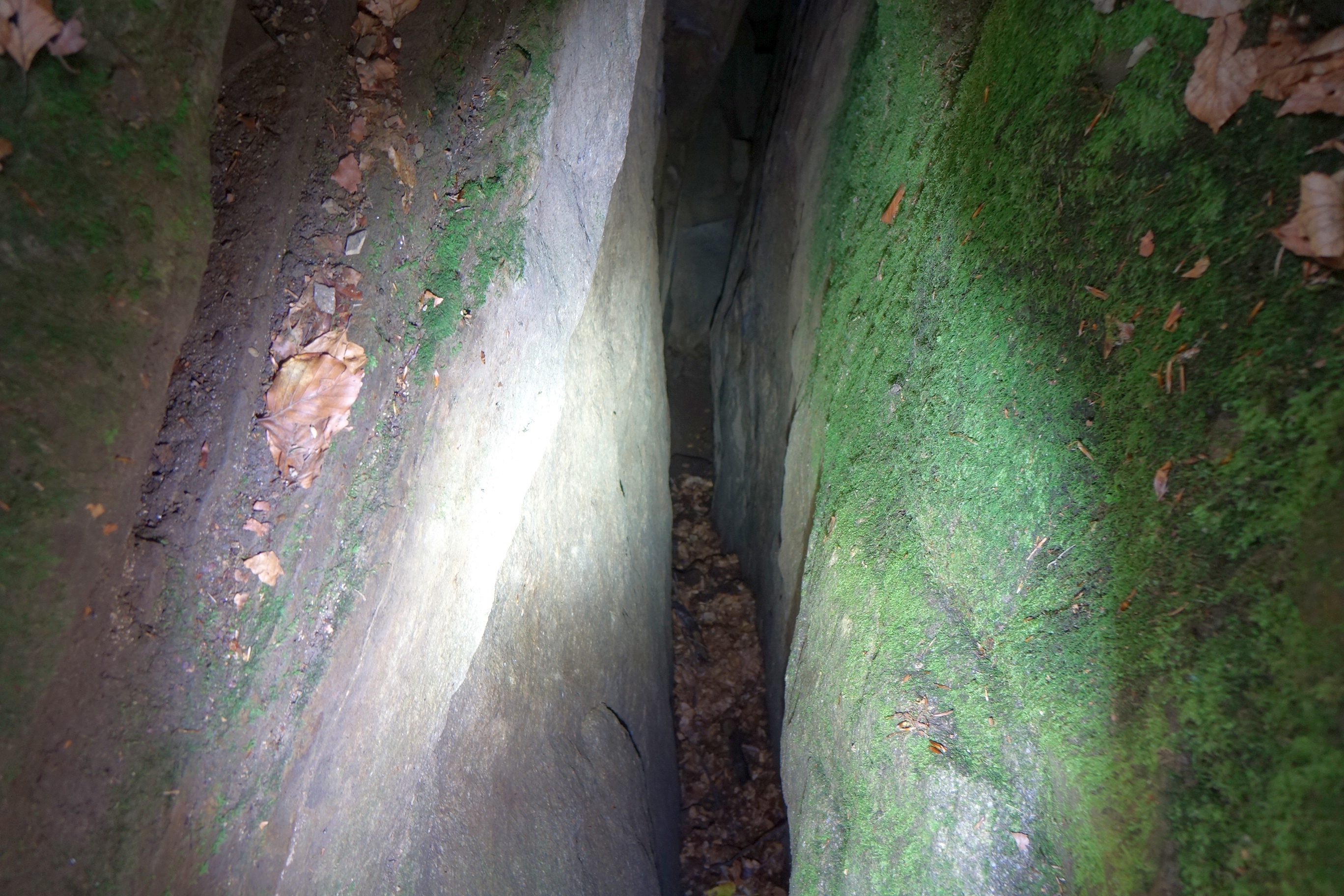
Korytarz